# 부동의 원동자
부동의 원동자(unmoved mover, ho ou kinoúmenon kineî, "움직이지 않는채 움직이는 자") 또는 시동자(prime mover)는 아리스토텔레스에 의해 전 우주의 운동의 제1원인또는 '운동자'로써 창안된 개념이다. 이름에서 알 수 있다시피 '부동의 동자'는 본인을 제외한 것을 운동시키지만, 그 자신은 본인보다 선행한 행위에 의해 움직여지지 않는다. 아리스토텔레스의 형이상학 12번째권 (그리스어 "Λ")에서 아리스토텔레스는 부동의 동자를 완벽히 아름답고, 불가분하며 완벽한 관조만을 관조하는 자, 즉 본인만을 관조하는 자로 묘사한다. 또한 이를 능동적 이성과 동일시했다.